# Der Beichtstuhl

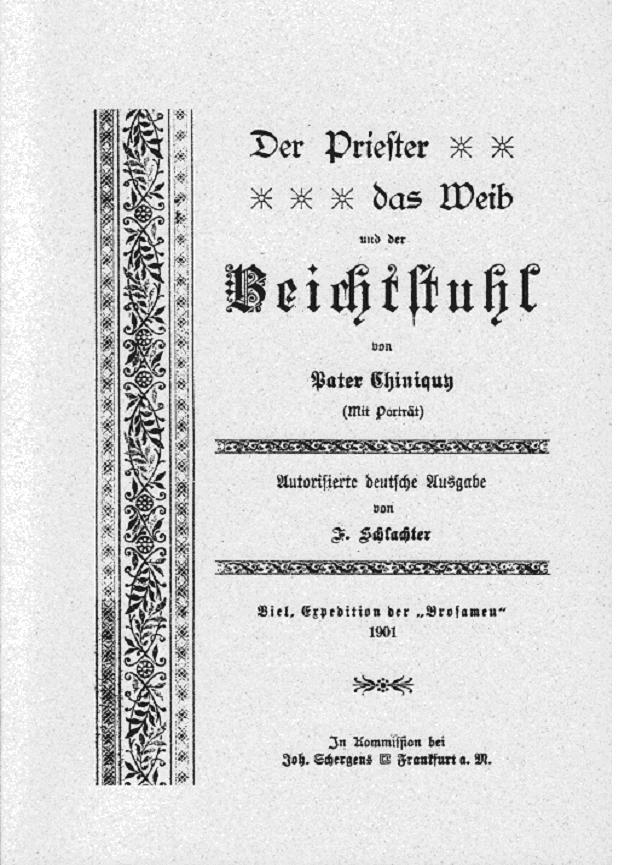
Titelblatt der deutschen Erstausgabe von 1901

Der Beichtstuhl oder Der Priester, das Weib und der Beichtstuhl ist ein Buch von Charles Chiniquy, das im englischen Original als The Priest, the woman and the confessional erschien und von Franz Eugen Schlachter ins Deutsche übersetzt wurde. 
Die deutsche Erstausgabe erschien 1901 in Biel in der Expedition der „Brosamen“, dem Verlag einer von Schlachter herausgegebenen Zeitschrift.
Aus dem Inhaltsverzeichnis ist die Thematik ersichtlich:
1. Die Preisgabe des Schamgefühls im Beichtstuhl verursacht dem Weibe einen schweren Kampf
2. Die Ohrenbeichte ist ein Sumpf des Verderbens für den Priester
3. Die Unaufrichtigkeit der Beichtväter
4. Was der Beichtstuhl aus gebildeten Frauen macht
5. Die Ohrenbeichte zerstört die heiligen Bande der Ehe
6. Vermag die Ohrenbeichte der Seele Frieden zu geben?
7. Die Lehre von der Ohrenbeichte, verglichen mit der Hl. Schrift und den Kirchenvätern
8. „An ihren Früchten sollt ihr sie erkennen“
9. Anhang (vom Übersetzer)

Das Buch ist eine Fortsetzung der beiden Bände über Pater Chiniquy, die Franz Eugen Schlachter bereits in den Jahren 1899 und 1900 veröffentlichte. 

## Andere von Schlachter übersetzte und bearbeitete Werke Chiniquys
- Pater Chiniquys Erlebnisse – nach dessen eigenen Mitteilungen zusammengestellt und übersetzt von F. Schlachter, Expedition der „Brosamen“. Biel, 1899
- Pastor Chiniquy – Nachtrag zu Pater Chiniquys Erlebnisse von F. Schlachter, Expedition der „Brosamen“. Biel, 1900